# Saige Ryan Campbell
Saige Ryan Campbell, alias "Young Saige" (født 3. december 1995) er en amerikansk ungdomsskuespiller.
Saige har været med i en række film herunder "I Heart Huckabees," Warner Bros', i nogle enkelte episoder herunder "Entourage", "Without A Trace", og Nip / Tuck, Saige dukkede op i mere end tredive nationale reklamer herunder hendes populære "Jif Peanut Butter" og den nye film "Believers", Saige har høstet en Young Artist Award og nominering. Hun danser og synger (rapper).
Hendes stemme kan høres på det populære videospil, "Clive Barker's Jericho".
Saige er meget stolt af sit engagement med Special Olympics og som talsmand for World Trust Foundation. Samt en national danse og juble mester, Saige har optrådt med flere danse trupper, og siden da hun var tre år, er hun trænet i hip-hop, ballet, tap og jazz. Saige er også en dygtig DJ.
Lige p.t er Saige med i pige band gruppen Pink-E-Swear som har sit debut album klar snart.

## Ekstern henvisning
- Saige Ryan Campbell på Internet Movie Database (engelsk)
- Saige Ryan Campbell på The Movie Database (engelsk)